# Лзава (герб)
Лзава (пол. Czewoja, Czawa, Czawuja, Czewuja, Lżawia, Łzawia, Łzawa, Psawia) — польский дворянский герб.

## Описание и легенда
Состоит из двух подков, шипами обращённых в правую и левую стороны, а вершинами к поставленному между ними мечу. Поле щита голубое.
Недостатком третьей подковы, которой был лишён один воин за то, что заснул на страже и тем дал неприятелю возможность одержать победу, отличается этот герб от Белины.
См. также Белина 2 и Белина 3

## Герб используют
Batorzyński, Borcewicz, Boturzyński, Czerenowski, Czewoj, Fabianowski, Gluzicki, Glużycki, Gniewomir, Gromnicki, Jachimowski, Jachymowski, Kowalski, Libertowski, Opatowski, Piroński, Pruszkowski, Zierowski, Zyrowski, Żyrowski, Świchowski, Świechowski, Wyganowski, Wygnanowski, Zasimowski, Zyrowski, Żyrowski